# 段永
段 永（だん えい、生没年不詳）は、中国の北魏から北周にかけての軍人。字は永賓。本貫は遼西郡石城県。

## 経歴
晋の幽州刺史の段匹磾の末裔とされる。曾祖父の段愄は、北魏に仕えて黄龍鎮将となり、高陸県の河陽に移住した。
北魏の末年に六鎮の乱が起こると、段永は中山に避難し、後に洛陽におもむいた。殿中将軍に任ぜられ、しばらくして平東将軍に転じ、沃陽県伯に封ぜられた。青州の崔社客が挙兵して乱を起こすと、段永はこれを討って平定した。爵位は侯に進み、左光禄大夫の位を受けた。元伯生が数百騎を率いて河南を荒らしていたため、孝武帝は京畿大都督の婁昭に元伯生を討伐させようとした。婁昭は5000人の兵を求めたが、段永が「根拠地をもたない賊であるので、多数の兵はいりません。精鋭の騎兵500あれば平定できます」と進言したので、孝武帝は婁昭に代えて段永に命じ、500騎で元伯生を討たせた。段永は偵察を出して元伯生の所在を確認し、急進して襲撃し、元伯生を平定した。
534年、孝武帝が関中に入ったとき、段永は従うことができなかった。535年、西魏が建国されると、段永は一族と結んで、西魏に帰順しようと図った。都督の趙業らとともに西中郎将の慕容顕和を襲撃して斬り、首級を長安に届けた。功績により昌平県子の別封を受け、北徐州刺史に任ぜられた。537年、宇文泰の下で竇泰を討ち、弘農や沙苑の戦いに参戦して、いずれも功績を挙げた。爵位は公に進んだ。538年、河橋の戦いに参加して、先頭で奮戦し、南汾州刺史に任ぜられた。大都督・車騎大将軍・儀同三司を経て、散騎常侍・驃騎大将軍・開府儀同三司に進み、爾綿氏の姓を賜った。552年、恒州刺史に任ぜられた。
557年、北周が建国されると、爵位は広城郡公に進み、文州刺史に転じた。入朝して工部中大夫となり、軍司馬に転じた。564年、大将軍の位を受けた。569年、小司寇に任ぜられた。まもなく右二軍総管となり、兵を率いて北道で練武した。病のため賀葛城で死去した。享年は68。使持節・柱国大将軍・同華等五州刺史の位を追贈された。諡は基といった。
子の段岌が後を嗣ぎ、儀同三司・兵部下大夫となった。

## 伝記資料
- 『周書』巻36 列伝第28
- 『北史』巻67 列伝第55